# 伊萬基夫區

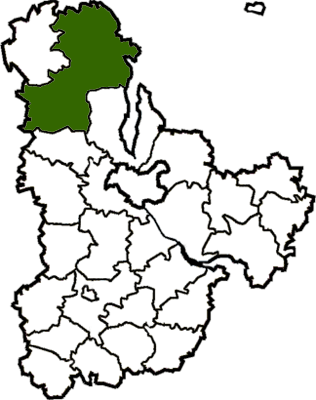
废除前伊萬基夫區在基辅州的位置

伊萬基夫區（烏克蘭語：Іванківський район），曾是烏克蘭的一個區，位於該國中北部，由基輔州負責管轄，首府設於伊萬基夫，面積3,616平方公里，2015年人口30,235，人口密度每平方公里8.36人。
该区在2020年7月18日的乌克兰行政区划改革中被撤销，改革后基辅州下分为7个区，原伊萬基夫區的区域合并至維什霍羅德區。